# Wake Up! (AAA)
Wake Up! è un singolo del gruppo musicale giapponese AAA pubblicato il 2 luglio 2014 e distribuito da Avex Trax.
Undicesima traccia dell'album Gold Symphony, il brano è stato adottato come diciassettesima sigla di apertura dell'anime One Piece. Il video musicale è stato pubblicato nella piattaforma YouTube il 5 giugno 2014.

## Classifiche
| Classifica (2014) | Posizione massima |
| ----------------- | ----------------- |
| Giappone (Oricon) | 3                 |